# Miguel Lira y Ortega
Miguel Tiburcio Valeriano de Lira y Ortega (Tlaxcala 12 de abril de 1827 - Puebla, 27 de mayo de 1882) fue un militar y político mexicano.
Como político promovió leyes y decretos en favor del pueblo tlaxcalteca. Fue considerado como uno de los principales asesores del primer Congreso Constituyente del Estado, en 1857. Pocos años después destacó como gran hombre de lucha en el campo de batalla, lo que le mereció los rangos de teniente coronel primero y coronel después. Como secretario general de Gobierno estableció la existencia de juntas directivas de educación primaria, para hacer frente al problema educativo, ya que más de la mitad de la población del Estado no sabía leer ni escribir. 
Promovió también la Ley de Elecciones de Ayuntamientos, con el fin de que los ciudadanos participaran en las decisiones del Ayuntamiento, pero sobre todo, promovió la Primera Constitución Política Local, con lo cual Tlaxcala sería considerada como Estado. Fue gobernador del Estado dos veces. Se oponía con fuerza a la reelección, es decir, no aceptaba que una persona pudiera ser gobernante por dos periodos. Sin embargo, su destacada labor hizo que el pueblo lo eligiera nuevamente. Llegó entonces por segunda vez a la gobernatura, en 1877. Pero cuando se dio cuenta de que algunos grupos políticos pretendían que se autorizaran las reelecciones de presidentes y gobernadores, Miguel Lira y Ortega presentó su renuncia al cargo, en 1879.  
- Datos: Q6014598